# Флебология
Флеболо́гия (от др.-греч. phlebos — «вена» и logos — «учение», «наука») — раздел медицины, изучающий строение, функции вен, а также разрабатывающий методы диагностики, лечения и профилактики заболеваний.

## История создания и развития
Подробные описания варикозного расширения вен нижних конечностей присутствуют в трудах ученых — отцов медицины — Гиппократа, Авиценны и других.
В начале XX века Н. Шеде предложил операцию на подкожных венах, но она имела негативные последствия и была отвергнута. К началу 20 столетия имели место около двадцати способов оперативных вмешательств при варикозном расширении вен. И со временем главной тенденцией в лечении варикоза стала минимальная травматичность и инвазивность, ведь в этом случае имеется наименьшее количество осложнений.
Огромным событием стало внедрение в медицину рентгенологического исследования. Врачи получили возможность вводить в вены контрастные вещества и делать снимки, визуально оценивать характер и место поражения. В России первое подобное исследование провел С. А. Рейнберг в 1924 году. В качестве рентгеноконтрастного вещества он использовал раствор стронция бромида. Важную роль в развитии флебологии сыграли такие отечественные ученые, как А. Н. Бакулев, Р. П. Аскерханов, А. Н. Филатов, Н. И. Краковский.
Следующий шаг в диагностике патологии вен был совершен благодаря внедрению в практику ультразвукового исследования. Доплерография позволяет определить конкретное место патологии, топографию сосудов пациента, направление и скорость тока крови. Такая точная диагностика позволяет избежать операций, чье место стала занимать склеротерапия — воздействие на сосуд изнутри посредством введения специальных препаратов.

## Заболевания во флебологии
Наиболее частыми патологиями вен являются:
- варикозная болезнь;
- тромбофлебит;
- трофическая язва;
- флебопатия;
- сосудистые звездочки;
- хроническая венозная недостаточность и др.

## Симптомы заболеваний вен
Поводом для обращения к врачу могут быть следующие симптомы:
- выступающие вены багрового или темно-синего цвета;
- коричневая пигментация кожи на голенях и лодыжках;
- сильные боли в ногах;
- отечность ног;
- язвы на ногах (особенно в области суставов);
- периодические судороги нижних конечностей.

## Методы лечения
Для лечения заболеваний вен применяются консервативные и оперативные методики лечения.

### Консервативные
- Компрессионная терапия
- Медикаментозная терапия
- Коррекция образа жизни и физиотерапевтические мероприятия
- Склеротерапия

### Хирургические
- Операции на сафено-феморальном соустье
- Операция на сафено-поплитеальном соустье
- Удаление ствола большой подкожной вены (стриппинг)
- Ликвидация перфорантного сброса
- Флебэктомия
- Интра- и экстравазальная пластика глубоких вен